# Vegetarianisme d'Adolf Hitler
El Vegetarianisme d'Adolf Hitler és la teoria que afirma que Adolf Hitler practicava alguna forma de vegetarianisme, si bé d'altres creuen que això no va ser cert.
Es creu que el presumpte vegetarianisme d'Adolf Hitler es va basar en les teories històriques antisemites de Richard Wagner que connectaven el futur d'Alemanya amb el vegetarianisme. Hitler creia que una dieta vegetariana podia tant alleugerir els seus problemes de salut com regenerar espiritualment la raça humana. Malgrat aquestes creences, moltes persones apunten que Hitler menjava ocasionalment carn durant la dècada de 1930. Així mateix, Hitler no va ser un vegetarià estricte malgrat la seva preferència pels menjars vegetarians. Algunes de les referències modernes al vegetarianisme de Hitler es troben en la comèdia.
| «                                                                          | "Saps que el teu Führer és un vegetarià, i que el no menja carn a causa de la seva actitud general respecte a la vida i el seu amor pel món animal? Saps que el teu Führer és un amic dels animals exemplar, i fins i tot com a canceller, ell no es va separar dels animals que va mantenir durant anys?... El Führer és un ardent oponent de qualsevol tortura en els animals, en particular la vivisecció i ha declarat que posarà fi a aquestes condicions... complint així el seu paper com al salvador dels animals, dels continus i innombrables turments i el dolor." | » |
| — Neugeist/Die Weisse Fahne (Revista alemanya del moviment Nou Pensament), | |   |

D'acord amb les transcripcions estenogràfiques traduïdes per Hugh Trevor-Roper de converses entre Hitler i el seu cercle íntim que es van fer entre juliol de 1941 i 1944, Hitler es referia a si mateix com a vegetarià (de tota manera, l'historiador britànic Allan Bullock argumenta que Hitler no va poder permetre l'ús d'una enregistradora i les transcripcions escrites van ser editades per Bormann).
D'acord amb aquestes transcripcions datades l'11 de novembre de 1941, Hitler va dir, "Un pot lamentar viure en una època en què és impossible formar-se una idea de la forma que el món assumirà en el futur. Però hi ha una cosa que puc predir als menjadors de carn: el món del futur serà vegetarià." El 12 de gener de 1942, va dir: "L'única cosa de la qual se seré incapaç de compartir amb els xeics és el be amb ells. Sóc vegetarià, i m'han d'excusar de llur carn."
En converses privades, Hitler sovint recitava els beneficis de menjar vegetals crus, fruita i grans, particularment per a nens i soldats. En un intent d'espatllar el menjar als seus convidats i provocar que s'allunyin de la carn, narrava gràficament històries de les visites que va fer a un escorxador a Ucraïna.
| «             | "El va divertir d'espatllar les ganes carnívores dels seus convidats... Així com van baixar les seves forquilles en el disgust, els arengà per llur hipocresia. Això mostra com n'és de covarda la gent, ' hauria dit. 'Ells no poden afrontar fer certes coses horribles a ells mateixos, però gaudeixen els beneficis sense una punxada de consciència." | » |
| — Bee Wilson, | |   |

El novembre de 1938, un article de la revista anglesa Homes & Gardens descrivia la casa a la muntanya de Hitler, El Berghof. Ignatius Phayrethe va escriure, "Una llarga vida vegetariana a la taula, les seccions de la cuina de Hitler estan totes variades i plenes de productes. Fins i tot amb la dieta sense carn de Hitler, és un tipus de gourmet; com Sir John Simon i Anthony Eden van ser sorpresos en notar-ho quan van menjar amb ell al Palau Presidencial a Berlin.
El seu xef de Baviera, Herr Kannenberg, idea un arsenal imposant de plats vegetarians, saborosos i rics, satisfent l'ull així com el paladar, i tot conforme als estàndards dietètics que Hitler exigeix"
En una entrada de diari datada el 26 d'abril de 1942, Joseph Goebbels va descriure a Hitler com un vegetarià convençut, escrivint:
| «                  | "Un capítol ampliat de la nostra xerrada va ser dedicat pel Führer a la qüestió vegetariana. Ell creu més que mai que menjar carn és perjudicial per a la humanitat. Sens dubte, ell sap que durant la guerra no es pot alterar completament el nostre sistema alimentari. Després de la guerra, tanmateix, té la intenció d'abordar aquest problema també. Potser té raó. Sens dubte els arguments que addueix en favor del seu punt de vista són molt convincents." | » |
| — Joseph Goebbels, | |   |

Martin Bormann, que com a cap de la Cancelleria del Partit (i secretari privat de Hitler) és considerat per la majoria dels historiadors com el segon oficial nazi més poderós a Alemanya, va construir un gran hivernacle per a Hitler a Berchtesgaden, a fi de mantenir-lo subministrat de fruites i hortalisses fresques durant la guerra. Fotografies personals dels fills de Bormann mostren que l'hivernacle va sobreviure, i el 2005, les seves bases es troben entre les úniques ruïnes associades amb el lideratge nazi fins i tot visibles a la zona.
Finalment, en la seva vida personal, Hitler va mostrar tendències anticarn. Hitler va desaprovar els cosmètics, ja que contenien productes d'origen animal. El freqüentment es burlava de la seva amant Eva Braun respecte al seu hàbit d'emprar maquillatge.

## Qüestionant el vegetarianisme de Hitler
| «                    | "Hitler no va ser de cap manera un vegetarià ètic, " Berry assegura que és important de contrarestar les asseveracions d'experts sobre que el fet que el cap nazi s'abstenia de la carn "perquè els no vegetarians tendeixen a usar l'afer nazi per tal de desacreditar el vegetarianisme en general. " | » |
| — Deborah Rudacille, | |   |

L'autor Rynn Berry, vegetarià i defensor dels drets dels animals, manté que encara que Hitler va reduir la quantitat de carn en la seva dieta, mai no va parar en cas de menjar carn completament durant una quantitat de temps significativa. Berry argumenta que molts historiadors usen el terme 'vegetarià' incorrectament per descriure algú que simplement redueix el seu consum de carn.
En una carta titulada "Don't Put Hitler Among the Vegetarians", Richard H. Schwartz, autor de Judaism and Vegetarianism, va apuntar que Hitler adoptava de vegades una dieta vegetariana per alleugerir la seva excessiva sudoració i flatulència, però la seva dieta principal era centrada a la carn. També va esmentar que segons coneguts biògrafs de Hitler, com Robert Payne o Albert Speer, a Hitler li encantaven les salsitxes, el pernil, el fetge, i la carn de cacera. A més va argumentar que a més de prohibir organitzacions vegetarianes a Alemanya i els països ocupats, tampoc no va empènyer la gent alemanya a seguir una dieta sense carn com a manera d'afrontar l'escassetat d'aliments durant la Segona Guerra Mundial.
D'acord amb l'esmentat Robert Payne, el vegetarianisme de Hitler va ser una invenció feta pel ministre de propaganda Joseph Goebbels per dotar el Führer d'un aire de revolucionari ascètic:
| «               | "L'ascetisme de Hitler va jugar un important paper en la imatge que projectava sobre Alemanya. D'acord amb la llegenda àmpliament creguda, mai no fumava ni bevia, així com tampoc no menjava carn o no tenia res a veure amb dones. Sols la primera cosa va ser certa." | » |
| — Robert Payne, | |   |

| «              | "No desitjo espatllar la seva gana per la carn de colom farcida, però pot ser que estigui interessat en saber que era un gran favorit del Sr. Hitler, que va sopar a l'hotel sovint." | » |
| — Dione Lucas, | |   |

Traudl Junge, que es va convertir en secretària de Hitler el 1941, va declarar que el "sempre evitava la carn" però el seu cuiner austríac Kruemel de vegades va afegir una mica de brou o greix animal als seus menjars. "El Fuehrer s'adonava tot sovint de l'intent d'engany, s'empipava molt i llavors tenia mal de panxa, " va dir Jungle. "Al final sol haurien permès a Kruemel de cuinar-li sopa clara i puré de patates."
El 1943, Marlene von Exner es va convertir en la dietista de Hitler i segons s'informa va afegir medul·la òssia a les seves sopes sense el seu coneixement perquè va "menysprear" la seva dieta vegetariana. També hi ha la qüestió de si les polítiques d'estat de Hitler prestaven suport o no al vegetarianisme. La British Vegetarian Society manté que Hitler va perseguir i va tancar organitzacions i associacions vegetarianes alemanyes com "Vegetarier-Bund Deutschlands" (tancada el 1936) que només va començar les seves activitats legals després que els nazis perdessin la Segona Guerra Mundial el 1945.
Des de 1936 fins a gairebé la mort de Hitler per suïcidi el 1945, Theodor Morell, el seu metge personal, li va donar "suplements medicinals" que contenien components animals. Morell subministrava a Hitler diàriament injeccions de tònics preparats comercialment que contenien productes d'origen animal, com Gyconorm, un compost injectable que conté vitamines B1, B2 i C, múscul cardíac, glàndula suprarenal, fetge i pàncrees.
Altres preparats injectats contenien placenta, testosterona bovina i extractes que contenien vesícules seminals i pròstata per combatre la depressió. En aquella època, es creia popularment que els extractes de glàndules animals eren "elixirs de joventut".